# San Vigilio (título cardenalicio)
San Vigilio es un título cardenalicio de la Iglesia Católica. Fue instituido por Francisco en 2020.

## Titulares
- Jose Fuerte Advincula (28 de noviembre de 2020-actual)